# 부개어린이도서관
부개어린이도서관(富開어린이圖書館)은 인천광역시 부평구 동수로 166에 있는 도서관이다.

## 시설
- 3층: 영유아 종합자료실, 정기간행물대, 멀티미디어PC, 문화아지트(프로그램실)
- 4층: 초등 및 일반 종합자료실, 사무실

## 도서관 이용안내 및 휴관일
- 이용시간: 09:00~18:00(화~일요일)
- 휴관일: 매주 월요일 및 일요일을 제외한 공휴일, 근로자의 날
- 인천지하철 1호선 부개역 근처에 있음.(세부 교통편은 홈페이지 참고)